# PBCCG Cultuurprijs
PBCCG Cultuurprijs is een algemeen cultuurprijs van het Caribisch deel van het Koninkrijk der Nederlanden, ingesteld in 2003 ter gelegenheid van de 50-jarig bestaan van de stichting Prins Bernard Cultuurfonds Caribisch Gebied. Ze wordt elke twee jaar uitgereikt aan personen geboren op Aruba, Bonaire, Curaçao, Sint Maarten, Sint Eustatius of Saba of aan degenen die langer dan 5 jaren aaneengesloten aldaar gewoond hebben, dan wel instellingen en organisaties gevestigd en werkzaam op een van de genoemde eilanden, die zich verdienstelijk hebben gemaakt in een der categorieën geschiedenis, letteren, beeldende kunst, muziek, theater, dans, kunst en cultuureducatie, monumentenzorg en natuurbehoud.
De prijs bestaat uit een beeld in de vorm van een ei met uitlopers naar het ontwerp van Hortence Brouwn en staat symbool voor het feit dat alle kunst eens geboren moet worden. De uitlopers staan voor muziek en andere vormen van kunst; tevens vormen zij een explosie van kunst uit het ei. Aan de prijs is een geldbedrag van 2500 Antilliaanse guldens verbonden.

## Prijswinnaars[3]
- 2003 −  Diana Lebacs − letteren
- 2004 −  Glenda Heyliger − beeldende kunst
- 2007 −   Eddy en Ito Tromp - cultuureducatie
- 2009 −  Oslin (Chin) Boekhoudt - theater
- 2009 -  Ian Valz − theater
- 2011 -  Stichting Uniek Curaçao - natuurbehoud
- 2011 -  Fundacion Bon Nochi Drumi Dushi - letteren, leesbevordering
- 2013 -  Cynric Griff - beeldende kunst
- 2013 -  Fundashon Pro Monumento - monumentenzorg
- 2013 -  Olimpio Eustacio Sint Jago - muziek
- 2014 -  Misha Spanner - theater, geschiedenis
- 2014 -  The Saba Lace Ladies - kunst van kantwerk (‘lace making’)
- 2015 -  Carlos Bislip - muziek en muziekeducatie
- 2015 -  Mangazina di Rei - geschiedenis
- 2016 -  Ihndhira Richardson-Marlin - kunst en dans
- 2016 -  Instituto Buena Bista - kunst en cultuureducatie
- 2017 -  Etty Toppenberg - muziek
- 2017 -  Will Johnson - letteren
- 2017 -  Marcella Gibbs-Marsdin - kultuur en traditie
- 2017 -  Junior Rangers van STINAPA Bonaire - natuurbehoud en -educatie
- 2018 -  Albert Schoobaar - theater
- 2018 -  Christina Timber-Glover - theater
- 2019 -  Heleen Cornet - beeldende kunst
- 2019 -  De Stichting voor Kunst en Cultuur van Bonaire - kunst
- 2021 -  Harry Moen - muziek
- 2023 -  Arte di Palabra - letteren (jeugd)